# PeopleBrowsr
 (février 2024).
PeopleBrowsr est une entreprise américaine offrant aux entreprises, aux gouvernements et aux propriétaires de domaines de premier niveau, la possibilité de lancer leurs propres réseaux sociaux intégrés à la blockchain, ainsi que d'analyser et d'impliquer les membres de ces réseaux. PeopleBrowsr est le créateur de CEO, de Best (vendu à The Best SAS en juillet 2018) ainsi que de Kred.

## Profil de l'entreprise
PeopleBrowsr travaille avec des gouvernements, des entreprises et des propriétaires de TLD dans divers secteurs. En décembre 2008, l'entreprise lance un tableau de bord de recherche approfondie pour gérer et interagir avec le flux social.
PeopleBrowsr récolte, analyse puis indexe l'intégralité des informations contenues sur Twitter depuis 2008. En combinaison avec d'autres sources, PeopleBrowsr a compilé une base de données de mille milliards de conversations qui lui permet d'effectuer des analyses à l'aide de Kred Influence Measurement Company. Kred a combiné sa base de données avec Kred Influencer Analytics, la plateforme de réseau SocialOS et trois TLD, pour devenir le principal fournisseur de réseaux sociaux pour organisations à travers le monde.

## Kred
En octobre 2011, la société lance Kred, un outil qui permet de mesurer l'influence et la portée sur les réseaux sociaux.

## Projets Expérimentaux
PeopleBrowsr participe à des projets de recherche impliquant le développement de l'intelligence artificielle et de nouvelles plateformes de réseaux sociaux. Jodee Rich, PDG de PeopleBrowsr, estime que la documentation de l'histoire en temps réel avec les plateformes de réseaux sociaux crée une richesse de données qui peuvent être utilisées pour aider les ordinateurs à mieux comprendre le comportement humain. De cette manière, les machines peuvent être entraînées à exploiter les données humaines afin d’apprendre le comportement, plutôt que de devoir apprendre à penser comme les humains.

## SocialOS
En juin 2013, PeopleBrowsr créé SocialOS, un regroupement d'API permettant de relier les réseaux existants et contribue à déployer rapidement de nouveaux réseaux sociaux.

## Domaines de premier niveau (TLD)
PeopleBrowsr possède des entreprises de gestion de domaines de premier niveau tel que CEO, Kred, ainsi qu'anciennement Best  Ceux-ci sont lancés fin 2013 et début 2014 et sont approvisionnés par les filiales de la société : SocialOS, Kred et sa Trillion Conversation Datamine.

## Vente de BestTLD Pty Ltd
En juin 2018, PeopleBrowsr a reçu l'autorisation de l'ICANN (Internet Corporation for Assigned Names and Numbers) pour vendre sa filiale BestTLD Pty Ltd à The Best SAS, une société basée à Paris dirigée par le président Cyril Fremont, dans le cadre d'un accord stratégique qui tirerait parti de l'expertise de PeopleBrowsr. Technologie SocialOS.
BestTLD Pty Ltd est propriétaire de Best Top Level Domain. Il possède des accords de distribution avec GoDaddy et plus de 50 autres registraires de domaines.

## Litige
En novembre 2012, PeopleBrowsr a poursuivi Twitter en justice, pour un projet de fermeture à l'accès de PeopleBrowser au firehose de Twitter, qui devait avoir lieu le 30 novembre 2012  Après que PeopleBrowsr a obtenu une injonction pour empêcher la déconnexion du firehose de Twitter, Twitter a tenté de porter l'affaire devant la Cour fédérale, ce qui aurait pu invalider l'injonction,. En mars 2013, PeopleBrowsr a remporté une bataille pour que l'affaire reste dans le cadre du système judiciaire californien, maintenant ainsi l'injonction en vigueur. Twitter et PeopleBrowsr sont parvenus à un règlement à l'amiable en avril 2013.